# Rolf Martinsson
Rolf Stefan Martinsson  (født 1. maj 1956 i Glimåkra sogn, Skåne, Sverige) er en svensk komponist.
Han betragtes som en af Sveriges førende komponister.
Martinssons trompetkoncert Bridge fra 1998 var skrevet til trompetisten Håkan Hardenberger og opført ved Nobelpriskoncerten 2014.
Han har også skrevet koncerter for klarinet (2010), kontrabas (2011) og sopransaxofon (2012).